# پاول پرووشین
پاول پرووشین (روسی: Павел Владимирович Первушин؛ ۵ سپتامبر ۱۹۴۷ – ۲۴ سپتامبر ۲۰۲۲) وزنه‌بردار اهل شوروی بود.
وی همچنین برندهٔ جوایزی همچون قهرمان ورزشی اتحاد شوروی شده‌است.
وی در مسابقات کشوری و بین‌المللی در مجموع برندهٔ ۲ مدال طلا شده‌است.